# Kathryn Mullan
Pour les articles homonymes, voir Mullan.
Kathryn Mullan est une joueuse de hockey sur gazon irlandaise évoluant au poste d'attaquante au Ballymoney HC et pour l'équipe nationale irlandaise.

## Biographie
- Naissance le 7 avril 1994 à Coleraine.

## Carrière
Elle a fait partie de l'équipe nationale pour concourir à la Coupe du monde 2018 à Londres.

## Palmarès
- : 2e à la Coupe du monde 2018.